# 7/8 ТВ
Вижте пояснителната страница за други значения на Седем-осми.
7/8 TV, изписвана и като Седем-осми ТВ, е български частен платен телевизионен канал.
Телевизията е собственост на Слави Трифонов и Статис АД, който през октомври 2019 г. закупува телевизия „Стара Загора“ и лиценза ѝ за национален обхват с кабелно и сателитно разпространение. Телевизията започна излъчване на 4 ноември 2019 г. на мястото на регионалната телевизия Стара Загора, а според договорите за разпространение – при почти всички оператори е позициониран символично на позиция 78 или 178. Каналът има и версия с по-високо качество – 7/8 TV HD.
Директор е Евгени Димитров – Маестрото, а в ръководството на компанията са и хората от управата на едноименната продуцентска къща „Седем-осми“ – Ася Тодорова и Диана Младенова. Продуцентският екип на Слави Трифонов произвежда всички продукции на 7/8 TV. Авторекламите на телевизията са записани с гласа на българския актьор Ивайло Велчев.
Юридически седалището е в офисите на компанията „Седем-осми“ в т.нар. „малко НДК“ (зала 12), но телевизията използва студиата на Doli Media Studio в кв. „Левски Г“ в София.
На 27 юли 2020 г. в своя Фейсбук профил Слави Трифонов обявява, че от 1 септември 2020 г. телевизията ще бъде платена и за да я гледа всеки зрител ще трябва да плаща по 0,78 лв. месечно.

## Програма
От старта си до 8 декември телевизията има 5-часова програма – между 19:00 и 0:00 часа, с повторение от 7.00 до 12.00 часа на следващия ден. От 9 декември 2019 г. до 16 февруари 2020 г. програмата в понеделник започва в 18:30, заради предаването „На ринга“. От 17 февруари 2020 г. до 23 март 2020 г. програмата стартира в 18:00, заради кулинарното шоу „Mate Kitchen“. От 24 март 2020 г. програмата стартира в 18:30, където кулинарното шоу се мести в нов начален час. От 30 март 2020 г. програмата продължава в 19:00 часа, заради предаването „Крум Савов Live“. От 25 май 2020 г. програмата продължава в 21:00 часа, заради новото предаване „Tonight with Шкумбата“ с водещ Димитър Туджаров – Шкумбата, което се излъчва всеки понеделник на мястото на „Вечерта на актьорите“, която в началото е отделно предаване, а впоследствие става рубрика на „Вечерното шоу на Слави Трифонов“. Предварително обявените продукции са „Вечерното шоу на Слави Трифонов“, наследник на Шоуто на Слави по bTV и „Вечерта на Ку-Ку Бенд“ с водещ Камен Воденичаров. Програмата е с предимно развлекателни предавания, част от които са с първообраз като рубрики в Шоуто на Слави. Телевизията излъчва заседанията на XLV, XLVI и XLVII, XLIX и L народни събрания, както и събития и изявления, свързани с ПП „Има такъв народ“.
През септември 2024 г., с началото на есенния сезон, се налагат промени в програмата на телевизията.

### Предавания

#### Настоящи
- „Крум Савов Live“ – токшоу с водещ Крум Савов, всяка делнична вечер от 19:00 ч.
- „Студио Хъ“ – публицистично предаване на Хаджи Тошко Йорданов, всяка делнична вечер от 20:00 ч.
- „Вечерното шоу на Слави Трифонов“ – авторско вечерно токшоу, всяка делнична вечер от 21:00 ч.
- „Шоуто на сценаристите“ – развлекателно коментарно предаване, всяка делнична вечер от 23:00 ч.
- „Tonight with Шкумбата“ – авторско забавно-хумористично предаване на Димитър Туджаров, всеки понеделник от 22:00 ч.
- „Вечерта на Иван Кулеков“ – авторско журналистическо предаване на Иван Кулеков, всеки вторник от 22:00 ч.
- „4+“ – женско предаване, всяка сряда от 22:00 ч.
- „Вечерта на Северозапада“ – авторско забавно предаване, всеки петък от 22:00 ч.
- „Времето с Иван Атанасов – Ванката“ – метеорологична прогноза, всяка делнична вечер от 18:55, 19:55, 21:55, 22:55, 23:55.
- „Да готвим с Ради” – кулинарно предаване, всяка делнична вечер от 18:30 ч.
- „Кръг квадрат“ – авторско журналистическо предаване, всяка събота от 18:00 ч. с повторение в четвъртък от 22:00 ч.
- „Вечерта на Ку-Ку Бенд“ – забавно музикално предаване с водещ Камен Воденичаров;
- „Вечерта на...“ – забавно предаване с водещ Камен Воденичаров;

#### Бивши
- „На ринга“ – спортно предаване, всеки понеделник от 18:30 ч.
- „ТВ Дайджест“ – развлекателно-информативен блок, всяка делнична вечер от 19:00 ч. и 23:30 ч.
- „Вечерта на актьорите“ – авторско забавно-хумористично предаване, всеки понеделник 20:30 ч.
- „Говорят експертите“ – дискусионно студио, всеки петък по време на предизборната кампания за изборите през ноември 2021 г. от 19:30 ч.
- „Star Reporters“ – предаване на Боби Борисов, всяка събота от 23:00 ч.
- „Българска история“ – 10-минутна документална поредица, всяка делнична вечер от 19:50 ч.
- „Mate Kitchen“ – кулинарно предаване, от понеделник до петък от 18:30 и събота и неделя от 11:00 ч.

## Критики
През 2022 г. по телевизията излъчват песента „Песен за Лена“. Песента е пълна с вулгарни и обидни имена по адрес на Лена Бориславова, чиято фамилия не се споменава. Песента предизвиква вълна от възмущение в обществото. Бориславова обявява, че ще съди „Седем осми“ за 40 000 лева за вреди.
По-късно Софийски градски съд налага запор на фирмата „Седем осми“ за 40 000 лева, а след сигнал на Геновева Ташева е заведено и дело за дискриминация на база женомразие срещу телевизията.